# Ricardo de Bury
emblema
Ricardo de Bury (em inglês: Richard de Bury), também conhecido como Ricardo Aungerville ou Ricardo Aungervyle (Suffolk, 24 de janeiro de 1287 - 14 de abril de 1345) foi um escritor inglês, bibliófilo, monge e bispo beneditino. Foi um dos primeiros colecionadores de livros da Inglaterra.

## Biografia
Nascido em uma família de proprietários de terras, Richard de Bury ou Richard Aungerville estudou na Universidade de Oxford, de 1302 a 1312, quando recebeu o primeiro do enorme número de benefícios eclesiásticos que ele iria desfrutar durante o resto de sua vida, muitos deles sendo mantidos em pluralidade em virtude do favor real e provisão papal. Richard se juntou a um monastério beneditino. Ainda em 1312, foi nomeado escrivão no tesouro real e iniciou sua carreira de serviço a Eduardo II, além de especialista financeiro e diplomata. Foi tutor do futuro Eduardo III da Inglaterra.
Continuou seus serviços sob Eduardo III. Tendo cultivado um interesse por livros desde cedo, Richard colecionou livros de scriptoria, bibliotecas e livreiros enquanto estava em missões diplomáticas nas cortes da Europa a serviço de Eduardo III, incluindo a corte papal em Avinhão (1333), onde conheceu Petrarca.
Em 14 de outubro de 1333, no pontificado de Papa João XXII, foi nomeado bispo de Durham. Consagrado em 19 de dezembro do mesmo ano, na Abadia de Chertsey, por John Stratford, Bispo de Winchester, assistido por Henry Burghersh, Bispo de Lincoln.
Mesmo após se tornar bispo de Durham, ele estava continuamente envolvido nos assuntos do rei, incluindo como chanceler da Inglaterra entre 1334-1335. Mas provou ser um pastor gentil e consciencioso em sua diocese. Durante seus últimos anos, ele foi capaz de se dedicar mais completamente à coleta de livros. Seu Philobiblon (“O Amor pelos Livros”), um tratado latino em louvor aos livros, foi concluído em 1344 e impresso pela primeira vez em 1473. Desde então, teve muitas traduções e edições. A mais confiável das edições inglesas é a de 1888, editada e traduzida por Ernest C. Thomas. Ele também compilou um Libor epistolaris, um formulário de belas letras e incluindo tratados de ditadores italianos desconhecidos.

Richard planejou estabelecer uma biblioteca no Durham College, Oxford (o atual local do Trinity College, Oxford), e dotá-la com sua biblioteca de mais de 1.500 volumes. Devido a dívidas pesadas na época de sua morte, no entanto, a coleção foi vendida.